# Вурф, Кэмерон
Кэмерон Вурф (англ. Cameron Wurf род. 3 августа 1983, Хобарт) — австралийский профессиональный  шоссейный велогонщик и триатлонист, выступающий в 2020 году за команду мирового тура «Ineos Grenadiers».

## Карьера
Спортивную карьеру  начал в 2004 году в гребле. Участник летних Олимпийских игр 2004 года. Затем перешёл в профессиональный велоспорт. 
В 2016 году принял участие в соревнованиях по триатлону Ironman. В 2019 году занял 5-е место на Чемпионате мира Ironman.
Из-за того, что белорусскому гонщику Василию Кириенко пришлось завершить карьеру по состоянию здоровья, 31 января 2020 года занял вакантное место в составе «Ineos Grenadiers».

## Достижения

### Велоспорт-шоссе
2007
1-й Хроно Шампенуа
2011
5-й Тур Турции — Генеральная классификация
2012
2-й Тур озера Цинхай — Генеральная классификация
4-й Тур Китая II — Генеральная классификация
7-й Тур Японии — Генеральная классификация
2014
2-й Херальд Сан Тур — Генеральная классификация
8-й Тур Тайваня — Генеральная классификация
2015
3-й  Чемпионат Океании — Индивидуальная гонка

## Статистика выступлений

### Гранд-туры
| Гранд-тур       | 2010 | 2011 | 2012 | 2013 |
| --------------- | ---- | ---- | ---- | ---- |
| Джиро д’Италия  | 77   | —    | —    | 128  |
| Тур де Франс    | —    | —    | —    | —    |
| Вуэльта Испании | —    | —    | —    | 99   |

| —  | Не участвовал  |
| НФ | Не финишировал |